# 로져 브라운

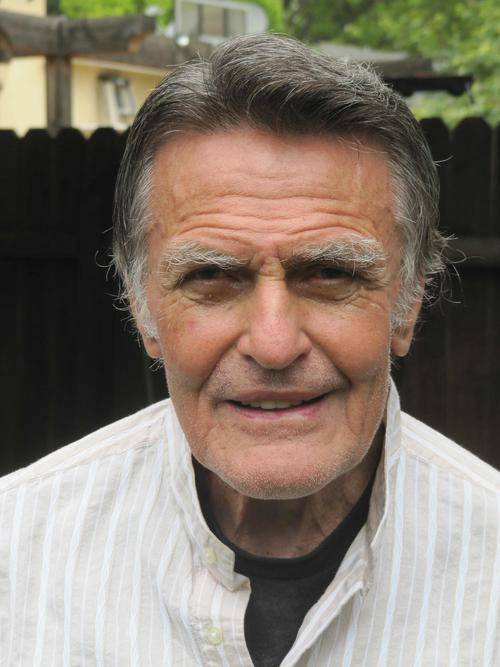

로져 브라운(Roger Browne, 1930년 4월 13일 ~ )은 미국의 배우, 영화배우이다.
신시내티에서 태어났다.

## 영화
- 바라바 (1961년 영화) (1961년)
- 더 리벤지 오브 스파르타쿠스 (1964년)
- 패튼 대전차 군단 (1970년)